# Deformação transversal

## Equação de deformação unitária
Para um prisma mecânico de seção constante A, a deformação unitário é uma função {\displaystyle \omega (y,z)\;} definida sobre esta seção transversal, que é solução do seguinte problema de Von Neumann:
{\displaystyle {\begin{cases}{\cfrac {\partial ^{2}\omega }{\partial y^{2}}}+{\cfrac {\partial ^{2}\omega }{\partial z^{2}}}=0&\forall (y,z)\in A\\\mathbf {n} \cdot {\boldsymbol {\nabla }}\omega ={\cfrac {1}{2}}{\cfrac {d}{d{\bar {s}}}}\left[(y-y_{C})^{2}+(z-z_{C})^{2}\right]&\forall (y,z)\in \partial A\end{cases}}} [1]
Onde:
{\displaystyle {\bar {s}}} é o comprimento ao longo do contorno da peça e {\displaystyle \mathbf {n} } a normal exterior ao mesmo.
{\displaystyle (y_{C},z_{C})\;} são as coordenadas do centro de cortante.
{\displaystyle {\begin{cases}\sigma _{xx}={\frac {2G}{(1-2\nu )}}\left[(1-\nu )\varepsilon _{xx}+\nu (\varepsilon _{yy}+\varepsilon _{zz})\right]=0\\\sigma _{xy}=G\left[{\partial u_{x} \over \partial y}+{\partial u_{y} \over \partial x}\right]=G\left[{\frac {\partial \omega }{\partial y}}-\left(z-z_{C}\right)\right]{\frac {d\theta _{x}}{ds}}\\\sigma _{xz}=G\left[{\partial u_{x} \over \partial z}+{\partial u_{z} \over \partial x}\right]=G\left[{\frac {\partial \omega }{\partial z}}+\left(y-y_{C}\right)\right]{\frac {d\theta _{x}}{ds}}\end{cases}}{\tilde {}}}
O equilíbrio de forças sobre o eixo longitudinal da peça prismática ou viga requer que:
{\displaystyle {\frac {\partial \sigma _{xx}}{\partial x}}+{\frac {\partial \sigma _{xy}}{\partial y}}+{\frac {\partial \sigma _{xz}}{\partial z}}=0}
Onde se tenha substituído as equações [3] em [4] se chega precisamente a equação da deformação unitária [1].

## Solução para a equação de deformação unitária
Pode se demonstrar que a solução da anterior equação pode ser encontrada facilmente introduzindo uma função de deformação auxiliar relacionada com a anterior e com as coordenadas (yC, zC) do centro de cortante. A função auxiliar {\displaystyle \omega _{0}(x,y)\;} satisfaz a equação:
{\displaystyle {\begin{cases}{\cfrac {\partial ^{2}\omega _{0}}{\partial y^{2}}}+{\cfrac {\partial ^{2}\omega _{0}}{\partial z^{2}}}=0&\forall (y,z)\in A\\\mathbf {n} \cdot {\boldsymbol {\nabla }}\omega _{0}={\cfrac {1}{2}}{\cfrac {d}{d{\bar {s}}}}\left(y^{2}+z^{2}\right)&\forall (y,z)\in \partial A\end{cases}}}
Em termos desta função auxiliar se pode encontrar tanto a função de deformação como as coordenadas do centro de cortante:
{\displaystyle \omega (y,z)=\omega _{0}(y,z)-z_{C}y+y_{C}z\qquad y_{C}={\frac {I_{z}I_{y{\bar {\omega }}}-I_{yz}I_{z{\bar {\omega }}}}{I_{z}I_{y}-I_{yz}^{2}}}\qquad z_{C}={\frac {I_{y}I_{z{\bar {\omega }}}-I_{yz}I_{y{\bar {\omega }}}}{I_{z}I_{y}-I_{yz}^{2}}}}
Onde {\displaystyle I_{y},I_{z},I_{yz}\,} são os momentos de área e o produto de inércia. E onde {\displaystyle I_{y{\bar {\omega }}},I_{z{\bar {\omega }}}\,} são os produtos de inércia setoriais definidos como:{\displaystyle I_{y{\bar {\omega }}}=\int _{A}z\omega _{0}(y,z)\ dydz\qquad I_{z{\bar {\omega }}}=\int _{A}y\omega _{0}(y,z)\ dydz}

## Exemplos de deformações seccionais
Em geral se uma seção não é circular ou circular oca (tubular) apresentará deformação seccional diferente de zero. Isto pode provar-se rigorosamente calculando a deformação seccional de uma seção elíptica, que depende da diferença de quadrados dos comprimentos dos semi-eixos, se estes são iguais como ocorrem em um círculo a função de deformação se anula.
No caso geral a seção de deformação é complicada e requer resolver um problema de Von Neumann. Para alguns casos simples quando a seção é maciça e o contorno é expresso por uma função de tipo f(y, z) = 0 sendo o laplaciano de f constante o problema de buscar a função de deformação pode simplificar-se notavelmente mediante a função de Prandtl, já que desta função basta encontrar-se uma função de Prandtl que se anule sobre o contorno. Isto é precisamente o que ocorre com as seções elíptica e triangular, entretanto com seções mais complexas como uma seção retangular o cálculo é mais complicado.

### Deformação unitária de uma seção triangular
Em uma seção triangular equilátera qualquer das três alturas do triângulo constitui um eixo de simetria, pelo que para uma seção triangular equilátera o centro de cortante coincide com o centro geométrico ou baricentro do triângulo. A função de deformação considerando coordenadas (y, z) com a origem de coordenadas sobre o centro geométrico é dada por:
{\displaystyle \omega (y,z)=-{\frac {3z^{2}y-y^{3}}{2h}}}
Onde temos considerado que um dos lados é paralelo ao eixo Y, y h é a altura do triângulo.

### Deformação unitário de uma seção elíptica
Em uma seção elíptica existem dois eixos de simetria, o semi-eixo maior e o semi-eixo menor, o que implica que o centro de cortante coincide com o centro geométrico da seção. Tomando coordenadas da seção (y, z) com origem no centro geométrico da seção a função de deformação unitário é dada por:
{\displaystyle \omega (y,z)=-{\frac {a^{2}-b^{2}}{a^{2}+b^{2}}}yz}
Onde a e b são, respectivamente, os comprimentos do semi-eixo maior e o semi-eixo menor da elipse. Pode se ver que no caso particular de um círculo de raio r (onde a = b = r) a deformação seccional unitária é nula, em consonância com a teoria da torsão de Saint-Venant para seções circulares.

### Deformação unitária de uma seção retangular
Em uma seção retangular, onde o centro de cortante coincide com o centro geométrico, a função de deformação pode ser calculada em termos da função de Prandtl que por sua vez ppde ser obtida por integração de Laplace mediante separação de variáveis:
{\displaystyle {\begin{cases}{\cfrac {\partial \omega }{\partial y}}=z+{\cfrac {1}{G\theta }}{\cfrac {\partial \Phi }{\partial z}}=z+{\cfrac {8b}{\pi ^{2}}}\sum _{k=0}^{\infty }\left[{\cfrac {(-1)^{k+1}}{(2k+1)^{2}}}\left({\cfrac {\sinh {\frac {(2k+1)\pi z}{b}}}{\cosh {\frac {(2k+1)\pi a}{b}}}}\right)\cos {\frac {(2k+1)\pi y}{b}}\right]\\{\cfrac {\partial \omega }{\partial z}}=-y-{\cfrac {1}{G\theta }}{\cfrac {\partial \Phi }{\partial y}}=-y+{\cfrac {8b}{\pi ^{2}}}\sum _{k=0}^{\infty }\left[{\cfrac {(-1)^{k}}{(2k+1)^{2}}}\left(1-{\cfrac {\cosh {\frac {(2k+1)\pi z}{b}}}{\cosh {\frac {(2k+1)\pi a}{b}}}}\right)\sin {\frac {(2k+1)\pi y}{b}}\right]\end{cases}}}

## Momento de deformação
O momento de deformação é a grandeza definida pela seguinte integral:
{\displaystyle I_{\omega }=\int _{A}\omega ^{2}(y,z)\ dydz}
Para uma seção I ou H o módulo de deformação é dado por:
{\displaystyle I_{\omega }={\frac {h^{2}I_{min}}{4}}}
Onde h denota a altura total do perfil e Imin o momento de inércia mínimo.